# 니시야마 다쿠미
니시야마 다쿠미(일본어: 西山 拓実, 2000년 4월 20일~)는 일본의 축구 선수이다.

## 구단 경력
그는 2023년 J3리그의 SC 사가미하라에 입단했다.